# هيدينسي
جزيرة هيدينسي، (Hiddensee). جزيرة خالية من السيارات في بحر البلطيق، وتقع إلى الغرب من أكبر جزيرة في ألمانيا، روغن ، على الساحل الألماني.

## معرض صور

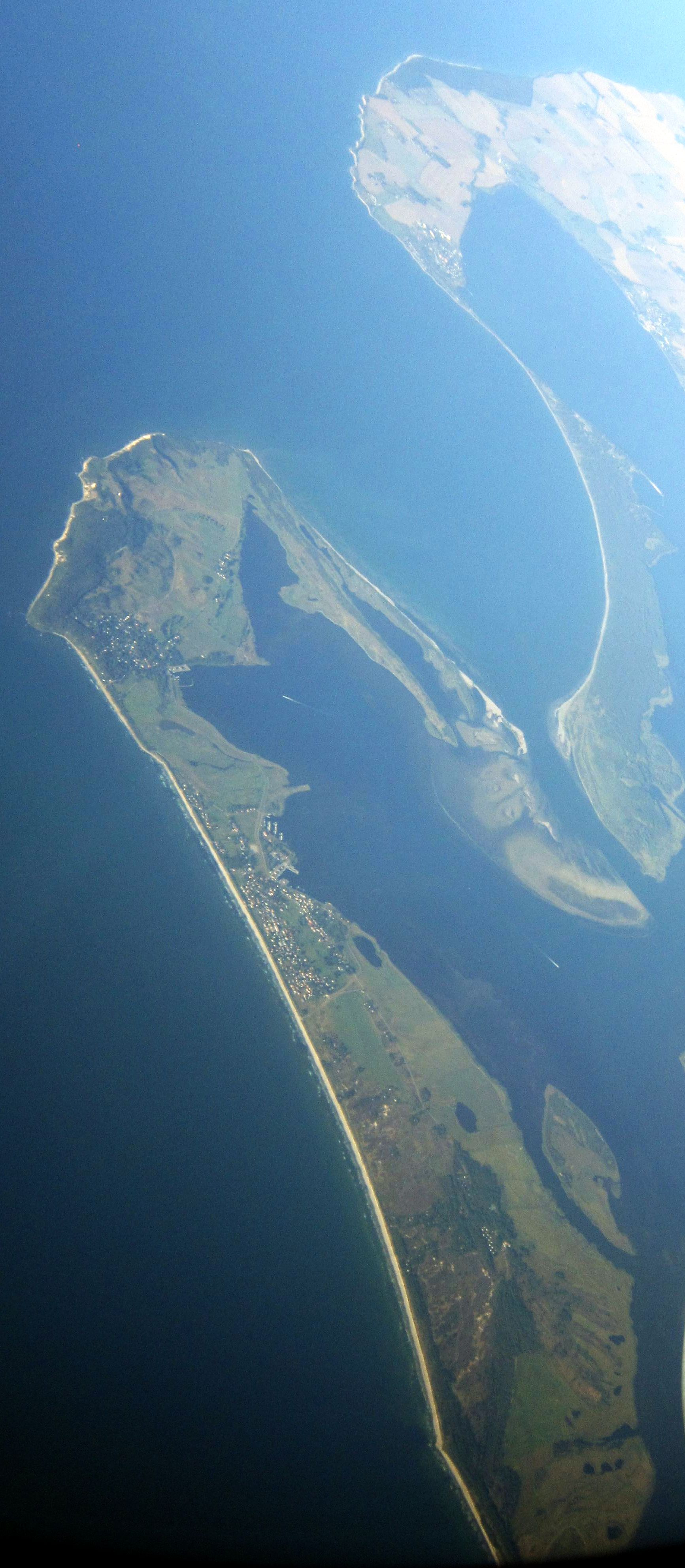
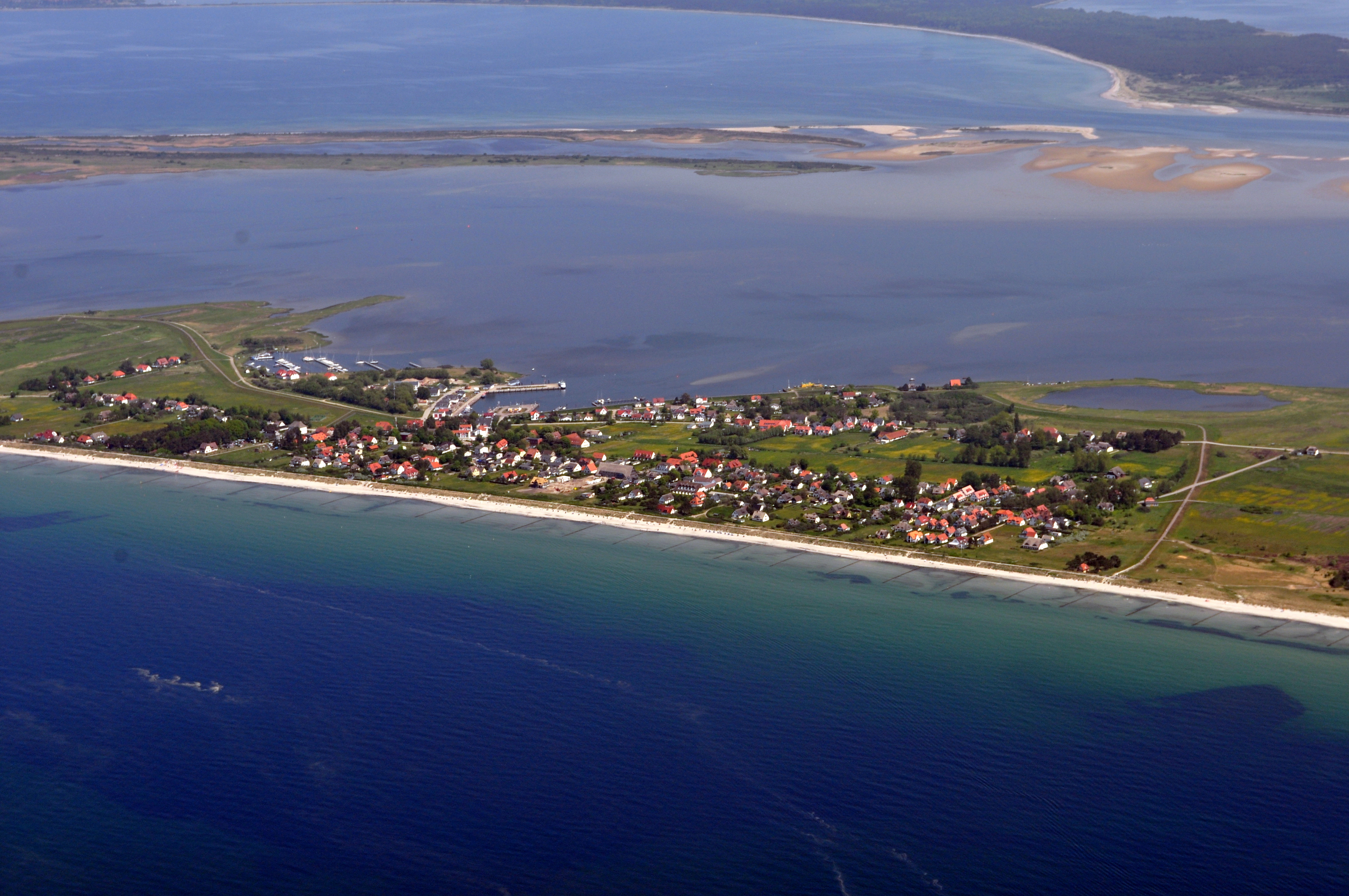
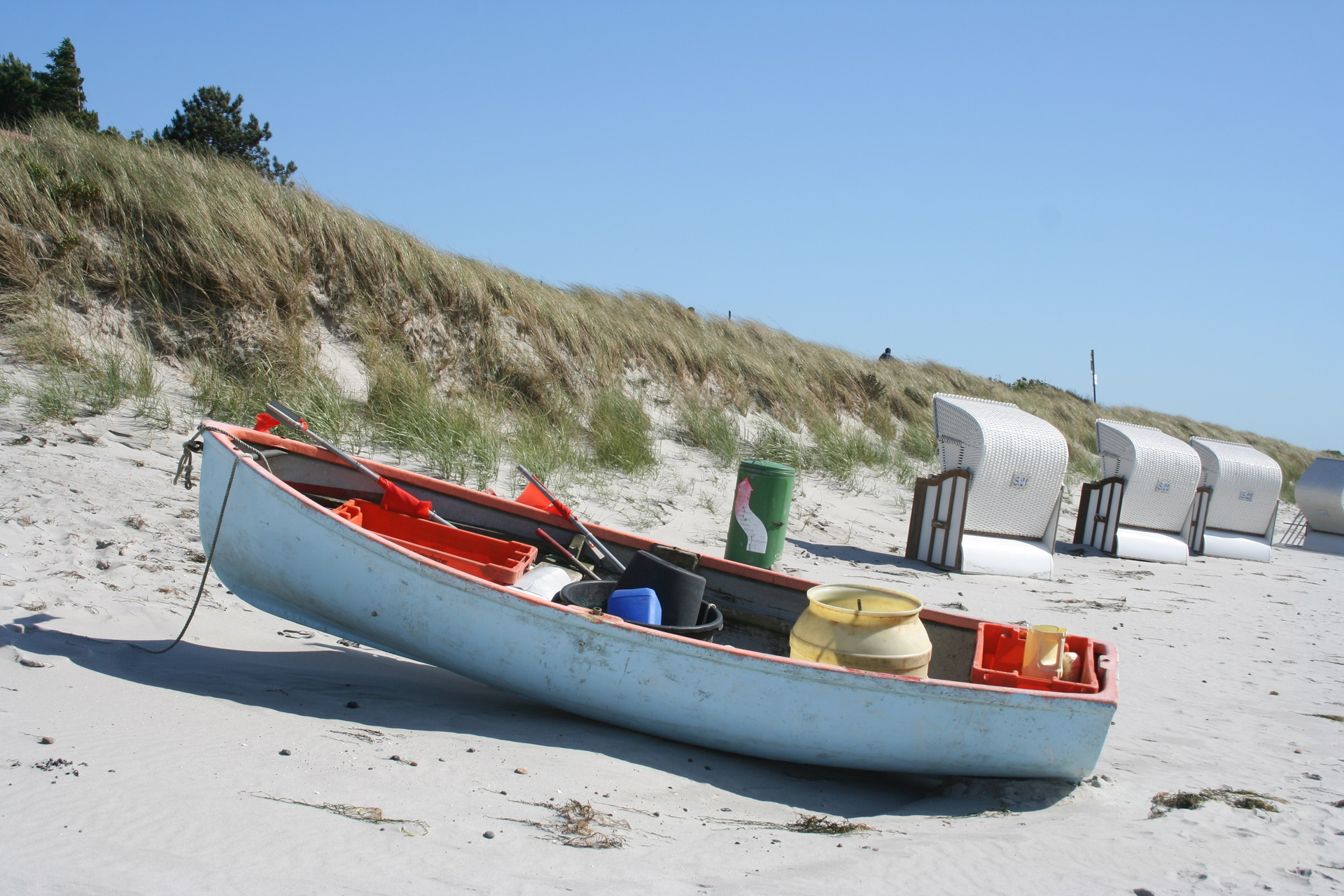
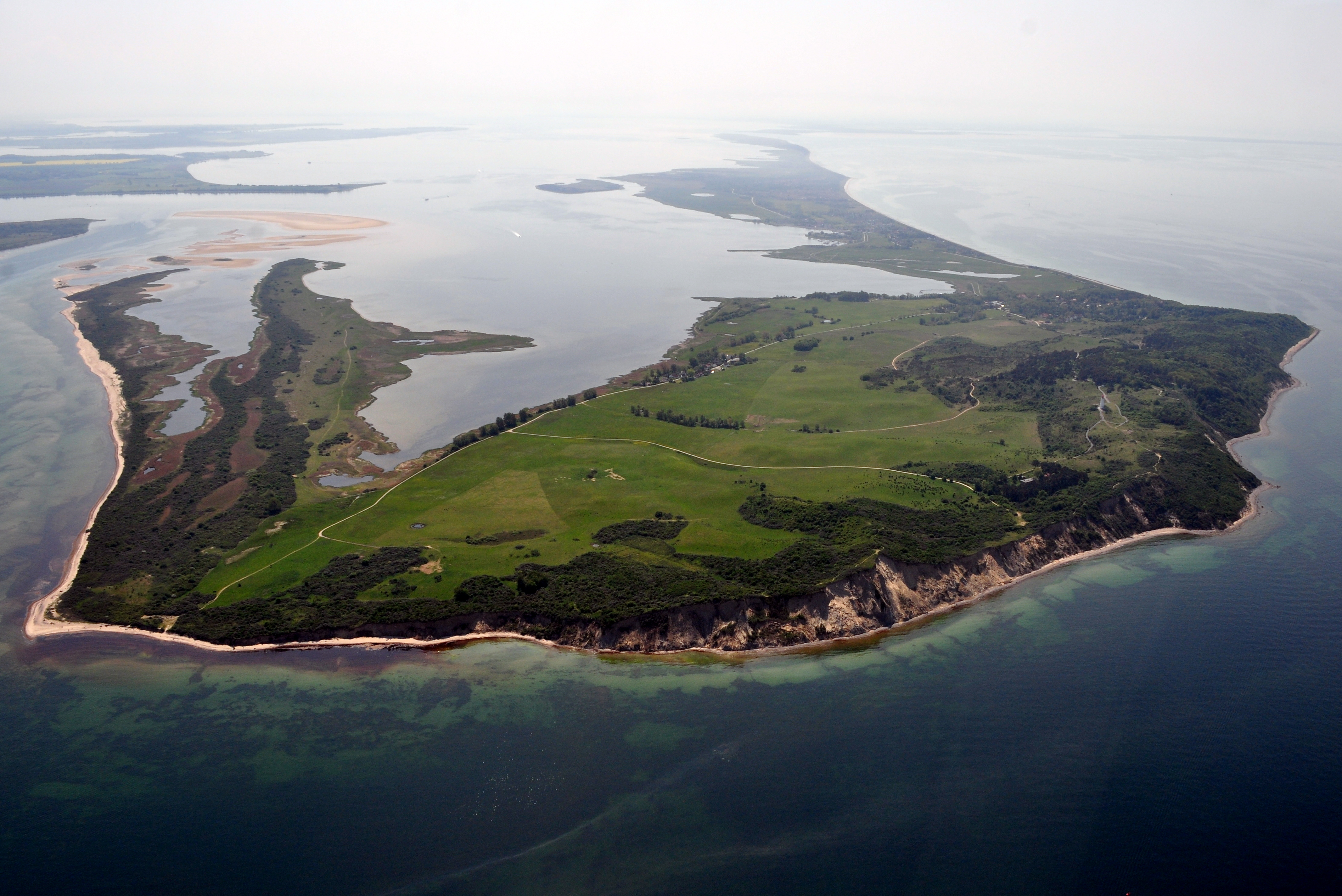
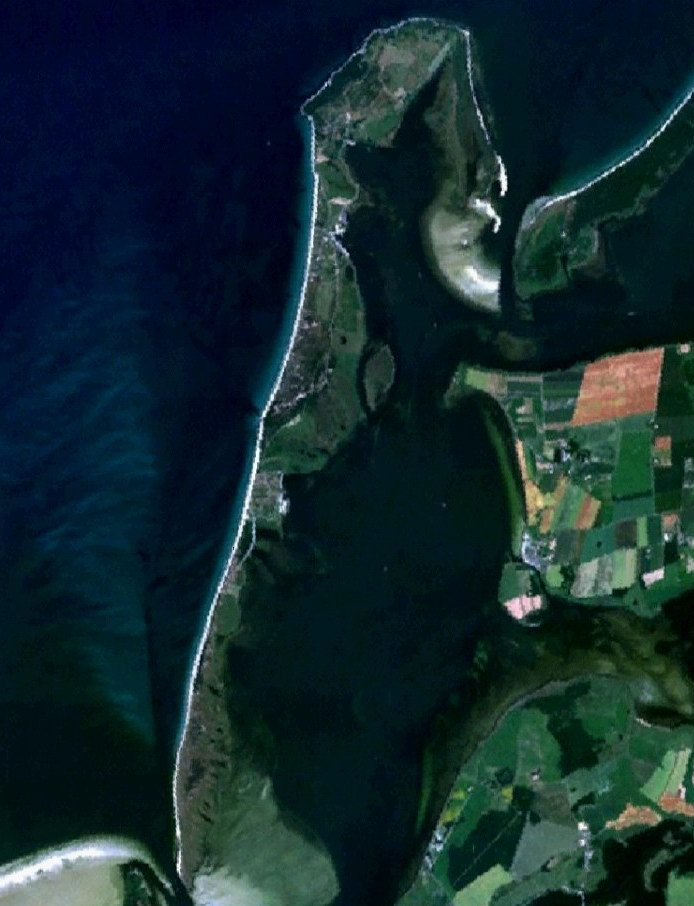